# Сон Джэ Кун
Сон Джэ Кун (кор. 송재근, англ. Song Jae-Kun, родился 15 февраля 1974 года в Сеуле) — южно-корейский шорт-трекист, Чемпион зимних Олимпийских игр 1992 года в Альбервилле. Бронзовый призёр в абсолютном зачёте чемпионата мира в Йевике, чемпион мира 1992 года в команде. Окончил Университет Данкук.

## Спортивная карьера
Сон Джэ Кун начал кататься на коньках в начальной школе. Окончил среднюю школу Квангмун. Впервые участвовал в чемпионате мира в 16 лет и занял 30 место в общем зачёте. В 1991 году на первом командном чемпионате мира в Сеуле вместе с партнёрами он занял второе место, а на следующий год уже выиграли золото в Минамимаки. 
В 1992 году на Олимпиаде в Альбервилле Кун занял 20 место на дистанции 1000 метров,
а в эстафете помог команде выиграть золото. Южнокорейская команда ещё до начала игр была претендентом на победу, так как чемпионы мира Голландцы не попали в Альбервилль. Конкуренцию в финале оказали только канадцы во главе с Мишелем Деньо, который проиграл на финишной прямой лидеру корейской команды Ким Ги Хуну. Вообще Сон Джэ Кун был наименее прославленным членом южнокорейской команды. Ли Джун Хо и Ким Ги Хун завоевали награды Олимпиады в индивидуальных гонках, а Мо Джи Су был вторым на мировом первенстве того года.
В 1995 году в Йевике на чемпионате мира Кун выиграл наконец свою индивидуальную бронзовую медаль и стал третьим в общем зачёте. В том же году на командном чемпионате мира в Зутермере была завоёвана серебряная награда. Он участвовал ещё около 10 лет на разных турнирах. После долгой спортивной карьеры он был тренером по шорт-треку, с 2005 года  по 2010 год тренировал национальную сборную Кореи и на чемпионате мира в Пекине сам участвовал в эстафете, где выиграл серебряную медаль. С 2015 года тренировал сборную Китая.